# イスラムガラス
イスラムガラス（アラビア語: زُجاج الاسلامیہ、英語: Islamic glass）は、紀元前7世紀から19世紀にかけてイスラーム世界で作られたガラスを指す。イスラムガラスは、金工、陶芸なでと並ぶイスラム美術の一つであり、ガラスモザイクに利用されイスラム建築の大成を支えた。古代、中世を問わずイスラムガラスはイスラーム世界以外にも広く流通し、スカンディナビア半島を含むヨーロッパ全土で交易されていた。しかし、出土したイスラムガラスからヨーロッパには大量のイスラムガラスが輸出されていたと考えられるが現存して残されているイスラムガラスはあまり知られていない。アジアにも輸出され、日本では正倉院には白瑠璃水瓶を初めとするガラス器具が収蔵されており、化学組成の観点を中心にイスラムガラスとする学説がある。天平文化期の後の鎌倉時代には、勅封蔵開検目録によると源頼朝による大仏開眼供養でイスラムガラスが収められていた可能性が高く、奈良時代から鎌倉時代まで日本には中国交易を通して大量のイスラムガラスが輸入されていたと考えられる。中国の西安からは紐飾り円文装飾瓶などが出土しており、イスラムガラスは重要な交易品であった。豪華な文様で上質なイスラムガラスはイスラーム世界から世界各地に輸出されており、イスラム美術にとって欠かせず世界三大ガラスの一つとしてローマガラスとともに位置づけられる。

## イスラムガラスの技法
詳細はラスター法参照
　ラスター法はイスラムガラスの特徴の一つである。イスラムガラスのラスター法では、金属微粉末を酢などの酸に溶解させて作成した金属酸化物の溶液をガラスに塗布し焼結することで、ガラス表面に美しい金属光沢をつくる。ただし、イスラムガラスのラスター法の技法については詳しくは分かっておらず、正確な過程には疑念の余地かある。主に金属微粒子として使用された物質には、無色ラスターについてはSn・Pb・Znであり、有色ラスターにはAu・Ag・Cuなどがある。例として、有色ラスターのうち赤色を呈するAuについては溶液を作成するためには強酸である王水が必要であり、ラスター法によるイスラムガラスの製造過程からイスラーム世界では王水が発明され実用化されていたことをうかがわせる。ラスター法以外の主な技法として、12世紀頃から用いられるようになったエナメル彩と金彩などがある。

## 化学組成と熱的性質
イスラムガラスは芸術的価値以外にも耐熱性と製法に関心がある。イスラーム世界での化学実験にはイスラムガラスでできた蒸留機器が使われていた。アジアにも耐熱ガラスは輸出されており中国陝西省法門寺からイスラムガラスが出土し、宋代の文献である諸藩志からも茶器とともに耐熱ガラス製の茶碗が使用されていた可能性が高い。西洋より早くイスラーム世界では、実用化された耐熱ガラスが9世紀から10世紀頃に作られた可能性が示唆される。ローマガラスと同じくイスラムガラスは多くがナトロンガラスが初めは作られており、Mg・Kに乏しい化学組成が特徴である。9世紀中頃からの急な天然ソーダの枯渇が原因とされる、ナトロンガラスから植物灰ガラスへの製法の転換があった。正倉院に収蔵されるガラス器具にはソーダガラスがありイスラムガラスの変遷に合致している。